# Kanton Versailles-Nord-Ouest
Kanton Versailles-Nord-Ouest is een voormalig kanton van het Franse departement Yvelines. Kanton Versailles-Nord-Ouest maakte deel uit van het arrondissement Versailles en telde 28.585 inwoners (1999). Het werd opgeheven bij decreet van 21 februari 2014 met uitwerking op 22 maart 2015.

## Gemeenten
Het kanton Versailles-Nord-Ouest omvatte de volgende gemeente:
- Versailles, deel van de gemeente : 28.585 inwoners (hoofdplaats)